# Valencia Open 500 2011 - Qualificazioni singolare
Le qualificazioni del singolare  del Valencia Open 500 2011 sono state un torneo di tennis preliminare per accedere alla fase finale della manifestazione. I vincitori dell'ultimo turno sono entrati di diritto nel tabellone principale. In caso di ritiro di uno o più giocatori aventi diritto a questi sono subentrati i lucky loser, ossia i giocatori che hanno perso nell'ultimo turno ma che avevano una classifica più alta rispetto agli altri partecipanti che avevano comunque perso nel turno finale.

## Giocatori

### Teste di serie
1. Igor' Kunicyn (qualificato)
2. Albert Ramos Viñolas (ultimo turno)
3. Ryan Sweeting (primo turno)
4. Pere Riba (ultimo turno)

1. Martin Kližan (qualificato)
2. Édouard Roger-Vasselin (primo turno)
3. Nicolas Mahut (qualificato)
4. Benoît Paire (primo turno)

### Qualificati
1. Igor' Kunicyn
2. Martin Kližan

1. Nicolas Mahut
2. Vasek Pospisil

## Tabellone qualificazioni

### Sezione 1
|  | Primo turno | Primo turno           | Primo turno           | Primo turno | Primo turno |  |  | Ultimo turno | Ultimo turno          | Ultimo turno          | Ultimo turno | Ultimo turno |  |
|  |             |                       |                       |             |             |  |  |              |                       |                       |              |              |  |
|  | 1           | Igor' Kunicyn         | Igor' Kunicyn         | 6           | 6           |  |  |              |                       |                       |              |              |  |
|  | WC          | David Estruch         | David Estruch         | 1           | 2           |  |  | 1            | Igor' Kunicyn         | Igor' Kunicyn         | 6            | 78           |  |
|  | WC          | Roberto Bautista Agut | Roberto Bautista Agut | 6           | 6           |  |  | WC           | Roberto Bautista Agut | Roberto Bautista Agut | 4            | 6            |  |
|  | 8           | Benoît Paire          | Benoît Paire          | 3           | 1           |  |  |              |                       |                       |              |              |  |

### Sezione 2
|  | Primo turno | Primo turno          | Primo turno          | Primo turno | Primo turno |  |  | Ultimo turno | Ultimo turno         | Ultimo turno | Ultimo turno | Ultimo turno |  |
|  |             |                      |                      |             |             |  |  |              |                      |              |              |              |  |
|  | 2           | Albert Ramos Viñolas | Albert Ramos Viñolas | 6           | 6           |  |  |              |                      |              |              |              |  |
|  |             | Tejmuraz Gabašvili   | Tejmuraz Gabašvili   | 3           | 3           |  |  | 2            | Albert Ramos Viñolas | 4            | 6            | 4            |  |
|  |             | Arnau Brugués-Davi   | 62                   | 7           | 1           |  |  | 5            | Martin Kližan        | 6            | 1            | 6            |  |
|  | 5           | Martin Kližan        | 7                    | 6(1)        | 6           |  |  |              |                      |              |              |              |  |

### Sezione 3
|  | Primo turno | Primo turno                 | Primo turno                 | Primo turno | Primo turno |  |  | Ultimo turno | Ultimo turno   | Ultimo turno | Ultimo turno | Ultimo turno |  |
|  |             |                             |                             |             |             |  |  |              |                |              |              |              |  |
|  | 3           | Ryan Sweeting               | Ryan Sweeting               | 4           | 4           |  |  |              |                |              |              |              |  |
|  |             | Simone Bolelli              | Simone Bolelli              | 6           | 6           |  |  |              | Simone Bolelli | 711          | 4            | 5            |  |
|  | WC          | Andres Artunedo-Martinavarr | Andres Artunedo-Martinavarr | 3           | 3           |  |  | 7            | Nicolas Mahut  | 69           | 6            | 7            |  |
|  | 7           | Nicolas Mahut               | Nicolas Mahut               | 6           | 6           |  |  |              |                |              |              |              |  |

### Sezione 4
|  | Primo turno | Primo turno            | Primo turno            | Primo turno | Primo turno |  |  | Ultimo turno | Ultimo turno   | Ultimo turno | Ultimo turno | Ultimo turno |  |
|  |             |                        |                        |             |             |  |  |              |                |              |              |              |  |
|  | 4           | Pere Riba              | Pere Riba              | 7           | 6           |  |  |              |                |              |              |              |  |
|  |             | James Ward             | James Ward             | 5           | 4           |  |  | 4            | Pere Riba      | 0            | 1            | r            |  |
|  |             | Vasek Pospisil         | Vasek Pospisil         | 7           | 6           |  |  |              | Vasek Pospisil | 6            | 2            |              |  |
|  | 6           | Édouard Roger-Vasselin | Édouard Roger-Vasselin | 64          | 4           |  |  |              |                |              |              |              |  |